# Beatus de Torí
El Beatus de Torí és un manuscrit il·luminat que conté el comentari a l'Apocalipsi de Beat de Liébana. És una còpia del Beatus de Girona feta en un scriptorium català vers 1100. Es conserva a Torí, a la Biblioteca Nazionale Universitaria, amb la signatura Sgn J.II.1. (olim Lat. 93).

## Història i descripció
El beatus consta de 214 folis de pergamí de 360 x 275 mm; el text, en lletra carolina, es disposa en dues columnes de 42 línies. Conté 106 miniatures (93 en el comentari de Beat i 13 en el comentari de Sant Jeroni del llibre de Daniel).
És una còpia del beatus de Girona, feta a Catalunya, potser a Girona mateix o a Ripoll. En aquesta còpia es va adoptar una escriptura més moderna. La presència al beatus de Torí d'algunes miniatures que estan mutilades al beatus de Girona permet fer-se una idea de com haurien estat aquestes miniatures mutilades.

## Galeria

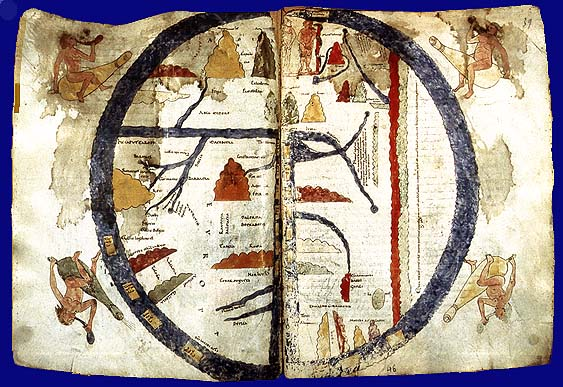
Mapamundi del Beatus de Torí